# Distelverein

Logo

Der Distelverein ist ein niederösterreichischer Naturschutzverein, auf den zahlreiche Naturschutzinitiativen zurückführen. Sitz des Vereins ist Deutsch-Wagram.

## Entstehen und Wirken
Der Distelverein wurde im Jahr 1987 an der March gegründet. Die ursprünglich zerstrittenen Gegner aus den Landwirten, den Jägern und den Naturschützern gründeten eine gemeinsame Plattform. Die Träger des neu gegründeten Vereins waren die niederösterreichische Landeslandwirtschaftskammer, der niederösterreichische Landesjagdverband als Interessensgemeinschaft der Jäger, dem Naturschutzbund Niederösterreich und dem WWF Österreich. Der erste Obmann wurde der Nationalratsabgeordnete und Bauer Hermann Schultes.
Der Verein entwickelte als Gegensatz zu den in der Landwirtschaft üblichen Monokulturen ein Ökowertflächen-Programm, nach dem die landwirtschaftlichen Flächen durch Biotope, Feldraine als Lebensraum für bedrohte Pflanzen und Lebewesen unterbrochen werden sollen. Bereits 1991 erhielt der Verein den Binding-Preis für Natur- und Umweltschutz zur Erhaltung und Förderung des Lebensraumes östl. Weinviertel/Marchfeld.
Der Verein, der ursprünglich auf das Marchgebiet beschränkt war, ist im gesamten Bundesland aktiv. Seit dem Jahr 1995 werden viele Vorschläge des Distelvereines im Österreichischen Programm für umweltgerechte Landwirtschaft (ÖPUL) umgesetzt. Gemeinsam mit Bauern und Projektgemeinden entwickelt der Distelverein seit 2000 auch Naturschutzpläne. 
Aber allein für die March-Thaya-Auen erarbeitete der Distelverein im Auftrag von der niederösterreichischen Landesregierung und dem Lebensministeriums das Ramsar-Konzept. Durch die Arbeit in dieser Region setzt der Distelverein auf eine intensive Vernetzung und Zusammenarbeit mit ähnlichen Organisationen in der Slowakei und Tschechien in dieser grenzüberschreitenden Region. So koordiniert der Verein seit etwa 1995 die österreichische Ramsarplattform und seit 1999 jene Plattform aller drei beteiligten Staaten, deren zuständige Ministerien im Jahr 2001 ein gemeinsames Memorandum unterzeichneten. Im Rahmen dieser trilateralen Zusammenarbeit wurde auch der Distelverein im Jahr 2002 neben dem slowakischen Institut Daphne, dem tschechischen Institut Veronica und dem WWF mit dem Ramsar Wetland Conservation Award ausgezeichnet.
Der Verein ist seit 2009 nicht mehr operativ tätig.

## Mitglieder
Neben den vier Trägern, die als ordentliche Mitglieder des Vereines fungieren, können auch andere natürliche und juristische Personen fördernde Mitglieder sein. Für diese wird auch die zweimal jährlich erscheinende Vereinszeitschrift Gstettn, was so viel wie ungenutztes Land sowie deren Bewuchs bedeutet.